# Thucydides (historicus)
Thucydides (Oudgrieks: Θουκυδίδης, Thoukydides) ca. 460 - 400 v.Chr. was een Atheens legeraanvoerder en geschiedschrijver van de Peloponnesische Oorlog tussen Athene en Sparta.

## Verbanning en historisch onderzoek
Hij was de aanvoerder (strategos) van de Atheense legers in het noorden van Griekenland in het begin van de Peloponnesische Oorlog en aan hem danken wij een gedetailleerde beschrijving van het verloop ervan. In 424 v.Chr. werd hij voor twintig jaar uit Athene verbannen omdat hij het belangrijke bastion Amphipolis niet had kunnen behouden tegen Sparta. Hij gebruikte zijn ballingschap om van ooggetuigen informatie in te winnen over de oorlog en die op schrift te stellen. Vanwege zijn systematische en rationele aanpak van de recente geschiedenis geldt hij als grondlegger van de wetenschappelijke methode in de geschiedkunde. Anderzijds neemt hij de mythologische oudere voorgeschiedenis klakkeloos over. In het begin van het geschrift De Geschiedenis van de Peloponnesische Oorlog geeft hij expliciet aan welke methode hij zal toepassen en waarom.

## De geschiedenis van de Peloponnesische Oorlog

### Stijl
In de oudheid werd hij bewonderd, vooral om zijn krachtige en heldere stijl en zijn vermogen om de politieke standpunten van de verschillende partijen tot uitdrukking te brengen in briljante (en grotendeels fictieve) redevoeringen. Zijn werk, dat de naam draagt van de oorlog die het behandelt, behoort tot de oudste Griekse prozageschriften die bewaard zijn gebleven en zijn taalgebruik is nog niet zo gepolijst als dat van latere generaties Helleense auteurs. Dat taalgebruik, met neologismen, abstracties en allerlei linguistische eigenaardigheden, maakt een goed begrip van de tekst moeilijk.

### Achtergronden
Inhoudelijk beperkt hij zich niet tot een droge opsomming van de feiten: hij geeft een scherpe analyse van de economische, sociale en politieke achtergronden en probeert altijd de echte oorzaken van het menselijk handelen bloot te leggen. Een belangrijk stijlkenmerk van Thucydides zijn de toespraken: hij legt de sprekers woorden in de mond. Zijn kracht is dat hij zelf meteen toegeeft: "Bij de weergave van de toespraken ben ik daarom uitgegaan van wat de sprekers naar mijn mening gezegd moeten hebben, gegeven de op dat moment bestaande situatie."

### Bekende delen

#### Expeditie naar Syracuse
Behalve de al vermelde inleiding zijn vooral het zesde en zevende boek (klassieke geschriften worden in boek(roll)en verdeeld) beroemd geworden, die in tragische grandeur de rampzalige expeditie van Athene tegen Syracuse behandelen. Dit gedeelte wordt vaak apart vertaald uitgegeven - de lengte van het hele werk is vrij aanzienlijk.
Afzonderlijke vertalingen zijn er ook van de twee hierna genoemde gedeelten.

#### Grafrede van Perikles
Aan het eind van het eerste oorlogsjaar spreekt de grote Atheense staatsman Perikles een toespraak uit ter gelegenheid van de collectieve uitvaart van de Atheners die tot dan toe in de oorlog gesneuveld zijn. Thucydides legt de spreker een magistrale rede in de mond, die vooral het karakter heeft van een lofzang op het ideale Athene.

#### Melische dialoog
De zogeheten Melische dialoog op het eind van het vijfde boek geeft de onderhandelingen van de Meliërs en Atheners weer. Tijdens een periode van wapenstilstand tussen Athene en Sparta proberen de Atheners het neutrale, maar Spartaansgezinde eiland Milos (Melos) in de Egeïsche Zee aan hun kant te krijgen. Voordat ze het eiland met geweld veroveren, proberen ze eerst nog - tevergeefs - de Meliërs er in een onderhandelingsgesprek van te overtuigen dat verzet zinloos is. De uitzonderlijkheid van deze dialoog ligt in de onverholen machtspolitieke argumenten van de Atheners.

## Leven
Juist omdat hijzelf een van de eerste geschiedschrijvers is, hebben we geen betrouwbare gegevens over het leven van Thucydides, buiten de feiten die uit zijn eigen werk bekend zijn doordat hij zijn optreden in de oorlog documenteert. De biografische feiten die uit de oudheid zijn overgeleverd, zijn vermoedelijk grotendeels verzinsels. In de 19e eeuw werden die aangevuld door al even scherpzinnige als ongegronde speculaties. Zijn sterfjaar is onbekend. Zijn werk is onvoltooid gebleven: het laatste boek, het achtste, breekt plotseling af tijdens de gebeurtenissen van 411 v.Chr. Dat dit niet komt doordat het eind verloren is gegaan, wordt bewezen door het feit dat Xenophon in diens Hellenika het relaas vanaf ongeveer hetzelfde punt voortzet in een stijl die een imitatie is van die van Thucydides.

## Nederlandse vertalingen
Er bestaan van de Historiai vijf integrale vertalingen in het Nederlands:
- Thucydides, De Peloponnesische Oorlog, vert. Wolther Kassies, Amsterdam, 2013. ISBN 978-9025300647
- Thucydides, Een blijvend bezit. De oorlog tussen de Peloponnesiërs en de Atheners, vert. Leo Lewin, Delft, 2002. ISBN 9051668953.
- Thucydides, Historiai, vert. M.A. Schwartz, Amsterdam, 2001 (= Haarlem, 1964). ISBN 9025353266
- Thoukudides, Navorschingen. De Peloponnesische Oorlog, vert. H.M. Boissevain en H.J. Boeken, 8 dln., 1908-1924
- Thucydides, Over den oorlog der Peloponnesers en Atheners, vert. Hendrik Frieseman, 2 dln., Amsterdam, Pieter den Hengst, 1786 (vol. I, vol. II)

Onder de partiële vertalingen kunnen worden vermeld:
- Het Siciliaanse avontuur uit de historie van de Peloponnesische oorlog, vert. J.W. Barnard, Amsterdam, Meulenhoff, 1963 (boeken 6 en 7)
- Thucydides, De ondergang der Meliërs. Een gesprek tusschen gevolmachtigden van een grooten en een kleinen staat in het jaar 416 vóór Christus, vert. Dirk Loenen, Amsterdam, Wereldbibliotheek, 1939
- Thucydides, Rede van Pericles op de gevallen strijders, uitgesproken te Athene in den winter van 431/430 vóór Christus, vert. Dirk Loenen, Amsterdam, Wereldbibliotheek, 1937